# Râul Cârlanul
Râul Cârlanul este un curs de apă, afluent al râului Moișa.

## Hărți
- Harta județului Suceava
- Harta parcului natural Vânători-Neamț